# Телятевское княжество
Телятевское княжество — небольшое удельное княжество в составе Тверского княжества.
Княжество состояло из укреплённого городка Телятев и окружающей его волости. Этот город располагался в 8 км к северо-западу от современного села Микулино вблизи д. Телятьево Калининского района Тверской области. Выделилось из состава Микулинского княжества в первой половине XV века и имело единственного удельного князя Фёдора Александровича (Рюрикович в XVII колене), который был младшим сыном удельного микулинского князя Александра Фёдоровича. Сын Фёдора Александровича Михаил Фёдорович уже перешёл на службу к московскому князю Ивану III, получив от него боярство. От удельного князя телятевского происходит род князей Телятевских, которые находились на московской службе. Род этот пресёкся в середине XVII века.